# Jeff Corey
Jeff Corey (Boothwyn, Pennsylvania, 10. listopada 1982.) američki je profesionalni hokejaš na ledu. Igra na poziciji desnog krila. Igrao je za hrvatski Medveščak.

## Karijera
Amatersku karijeru odradio igrajući za sveučilište Vermont. Karijeru je nastavio u AHL (American Hockey League) momčadi Toronto Marliesa, dok je u sezoni 2007./08. igrao je za dansku ekipu, Frederikshavn White Hawks, za koju je na 36 utakmica postigao 18 pogodaka i 9 asistencija. Sezonu kasnije proveo je u prvaku ECHL-a (East Coast Hockey League), South Carolina Stingraysima. Ulaskom hrvatskog Medveščaka u EBEL potpisao je ugovor s "medvjedima".
U klubu je slovio za jednog od najbržih igrača u Medveščakovom sastavu. Međutim, nakon lošeg učinka u prvih deset utakmica sezone u kojima je postigao jedan pogodak (protiv Vienna Capitalsa u Beču) i upisao tri asistencije, ali i zaradio čak 35 minuta isključenja, Corey je maknut s popisa momčadi za daljni nastavak sezone. Tome je još uzrok bio i dolazak novopridošlog Kanađanina Brada Smytha kojem je Corey prepustio svoje mjesto u sastavu Medveščaka.

## Statistika karijere
Bilješka: OU = odigrane utakmice, G = gol, A = asistencija, Bod = bodovi, +/- = plus/minus, KM = kaznene minute, GV = gol s igračem više, GM = gol s igračem manje, GO = gol odluke
| 2009./10. | KHL Medveščak | EBEL | 10 | 1 | 3 | 4 | -8 | 35 | 0 | 0 | 0 |  |  |  |  |  |  |  |  |  |

## Vanjske poveznice
- Profil na The Internet Hockey Database
- Profil  Arhivirana inačica izvorne stranice od 15. svibnja 2012. (Wayback Machine) na Hrhokej.net